# دندان‌پزشک

یک دندانپزشک و دستیارش مشغول به کار

یک دندان‌پزشک، که گاهی به نام جراح دندان یا عالمی شناخته می‌شود یک پزشک است که حیطه تخصص آن در بررسی علائم، پیشگیری و درمان دندان و لثه است. تیم دندان پزشکی معمولاً شامل دستیارانی با تخصص‌های دستیار دندانپزشک، متخصص بهداشت دندان، تکنسین دندان‌پزشکی و گاهی دندان تراپ دارند.